# Ostrownica (powiat radomski)
Ostrownica – wieś w Polsce położona w województwie mazowieckim, w powiecie radomskim, w gminie Pionki.
W latach 1957-1975 miejscowość administracyjnie należała do województwa kieleckiego, następnie W latach 1975–1998 dowojewództwa radomskiego.